# Magányos Harcosok (X-akták)
A Magányos Harcosok az eredetileg az X-akták című amerikai televíziós filmsorozatban gyakran feltűnő, Glen Morgan és James Wong forgatókönyv írók által megalkotott három mellékszereplő, Melvin Frohike (Tom Braidwood), Richard Langly (Dean Haglund) és John Fitzgerald Byers (Bruce Harwood) csoportja.
2001-ben viszont főszereplésükkel The Lone Gunmen címen indult 13 részes televíziós filmsorozat.
Szerepelnek továbbá az 1998-ban bemutatott X-akták – Szállj harcba a jövő ellen  című mozifilmben, az X-akták videójátékban  és képregényekben, továbbá a sorozathoz kapcsolódó X-aktás regényekben is.
Már az X-akták sorozatnak is volt eleve egy ironikus, önironikus felhangja, és egyes epizódokat rendszeresen kifejezetten viccesnek szántak (Gyilkos csótányok, Látogatók), ezekben a Magányos Harcosok nem szerepeltek.
A Magányos Harcosok sorozatban viszont kifejezetten mulatságos figurákként jelennek meg.
A csoport tagjai 1989 májusában találkoztak először egymással és Mulderral egy baltimore-i Számítástechnikai Kiállításon. Amellett, hogy oknyomozó újságírók, és ezt fő foglalkozásuknak tekintik, emellett régóta hackerkednek. Közülük szemlátomást Langly a legvirtuózabb, de nehezebb feladatokhoz igénybe veszik komolyabb felkészültségű ismerőseik, többnyire Kimmy Belmont segítségét.
A Magányos Harcosok sorozat második epizódjától a csoporthoz csapódott továbbá Jimmy Bond (Stephen Snedden). És felemás a kapcsolatuk a másik mellékszereplővel, Yves Adele Harlow-val (Zuleikha Robinson) is. Ők állandó szereplői A Magányos Harcosok sorozatnak, de az X-aktákban csak a Cápaveszély című epizódban jelennek meg. Néhányban pedig feltűnik az X-akták sorozatból megismert csúcshacker, Kimmy Belmont (Jim Fyfe) is.
A trió tagjai mint mellékszereplők, Mulder régi ismerősei az X-akták első évadának 17., A földönkívüli (E.B.E.) című epizódjában tűntek fel először. Scully értékelése szerint „Náluk paranoiásabb emberekkel még nem találkoztam.”
A Washingtonhoz közeli Takoma Park elhagyott ipari területén bérelnek a lapjuk és hírlevelük szerkesztőségének egy alagsori, ablaktalan helységet, ami korábban talán raktár lehetett, és ugyanitt alakítottak ki maguknak saját lakrészeket, lakószobákat is.

## A név eredete
A csoportot a filmsorozatokban, filmekben a szereplők eleinte nem nevezték meg. Legfeljebb úgy emlegetik őket, mint Mulder barátai. A róluk szóló sorozat befejeződése után az X-akták Cápaveszély majd az Ez című epizódjában már Magányos Harcosokként emlegetik őket és újságjukat egyaránt a magyar szinkron szerint is.
A csoport és újságjuk (The Lone Gunman – A Magányos Harcos) elnevezése, címe egyfajta ironikus, többféle képen is értelmezhető utalás az X-akták sorozatban is többször megemlített, Kennedy gyilkossággal kapcsolatos különféle összeesküvés elméletekre. Nevezetesen például arra, amely szerint Kennedy elnök ellen összeesküvést szőttek, és valójában nem magányos elkövető, Lee Harvey Oswald volt a tettes. Az amerikai sajtó és a Warren-bizottság annak idején ezzel a kifejezéssel emlegette a merénylőt.
Vagyis a név egyszerre jelenti azt, hogy a csoport mint oknyomozó újságírók főként az amerikai kormány olyan konspirációinak leleplezésével foglalkozik, mint például a Kennedy gyilkosság valódi körülményeinek eltussolása. Illetve hogy maguk a csoport tagjai magányos harcosok, ami az amerikai populáris kultúra egyik régi motívuma főleg a vadnyugati történetek pozitív hőseként.
Szintén ezekhez kapcsolódik hírlevelük, a The Magic Bullet Newsletter (Mágikus Golyó Hírlevél) címe is. Ez utalás az un. mágikus golyóra, a merénylet során eldördült harmadik lövés lövedékére, amely a Warren-bizottság jelentése szerint több sebet ejtett Kennedy elnökön majd Connally kormányzón, végül szinte sértetlenül került elő a texasi kórház egyik hordágyáról.
További párhuzam, hogy Byers az elnök után kapta a keresztnevét és középső nevét (John Fitzgerald Byers), valamint hogy Yves Adele Harlow ezt és többi álnevét is Oswald teljes nevének anagrammái közül választja. Langly családneve pedig talán ironikus célzás a CIA főhadiszállására (Langley, Virginia állam), ami a Warren-bizottság jelentésének pontatlanságai, hanyagságai mentén kivirágzó összeesküvéselmélet piac egyik kulcsszervezetévé vált.

## A csoport tagjai
John Fitzgerald Byers (Bruce Harwood) eredetileg az Egyesült Államok Szövetségi Hírközlési Bizottságának (FCC) a PR munkatársa volt. Konzervatív öltözködésű fiatalember ápolt, rövid szakállal. Ezzel élesen elüt kissé szakadtabb társaitól. Leginkább az orvostudomány, a genetika és a kémia területén szakértő, és emlékezetes Muldernek szóló megjegyzése: „Ezért szeretünk annyira, Mulder. Elképesztőbb ötleteid vannak mint nekünk.” 1963. november 22-én született, ugyanazon a napon, amikor Kennedy elnököt meggyilkolták, ezért szülei az elnök után adták a keresztnevét. Eredetileg Bertram lett volna. Byers a leginkább „normális” a trióból, míg Frohike és Langly inkább lázadó típus. Eredetileg csendes, biztonságos külvárosi életről álmodott. Apja magas rangú kormányzati tisztviselő, aki korábban rossz szemmel nézte, hogy Byers a karrierjét feladva a Magányos Harcosokhoz csatlakozott.
Melvin Frohike (Tom Braidwood) hármuk közül a legöregebb. Az X akták sorozat szerint 1945-ben született, A Magányos Harcosok sorozat utalásai szerint viszont körülbelül öt évvel fiatalabb. Bár képzett számítógépes hacker, Frohike elsősorban a csoport fotósa. Egyedi öltözködése is kiemeli a csoportból: bőrdzseki, fekete mellény, katonai bakancs, ujjatlan kesztyű, ... Frohike úgy tekintette magát, mint a cselekvés emberét, és néha valóban elképesztő mutatványokkal nyűgözte le társait. Némileg frusztráltan túlerőltetett macsós a viselkedése a nőkkel szemben, különösen akiket vonzónak talál. Később viszont romantikusan kezd viszonyulni Dana Scullyhoz; amikor súlyos beteg volt az Egy lélegzet (One Breath) című X-akták epizódban, Frohike kiöltözve, öltönyben jelent meg a kórházban kezében egy csokor virággal. Gyerekes megnyilvánulásai ellenére kora és élettapasztalata folytán egyfajta csendes bölcsességre tett szert, ami ritkán kerül csak felszínre, főleg amikor barátait vigasztalja életük nem éppen szerencsés alakulásával kapcsolatosan. A Tango de los Pistoleros (~Tangó pisztolyokra) című Magányos Harcosok epizódban Frohikeről kiderült, hogy fiatal korában „El Lobo” néven a táncparkett ördöge volt, színpadi táncos sőt tangó bajnok is.
Richard Langly (Dean Haglund) a legösszetettebb egyéniség és a legfiatalabb a hármuk közül. A beceneve „Ringo”, de őt is leginkább vezetéknevén Langlynek szólítják. Nagy rajongója a Ramonesnek, különösen Joey Ramone nagy csodálója. Elsősorban Frohikevel versenyzik az elsőségért, eleinte annak elismertetéséért, hogy ki a profibb számítógépes hacker. Lord Manhammer néven Dungeons and Dragons szerepjátékos, és imádja a birodalomépítő stratégiai videójátékokat is. A Like water for Octane (~A tiszta víz ereje) című Magányos Harcosok epizódban Frohike ironikus megjegyzése szerint Langly egy „32 éves szűz”. Ám valamikor korábban a tudata egy részét rejtélyes barátnőjével, Dr. Karah Hambyval együtt feltöltötte egy virtuális valóságot futtató szerverre, amely akkor aktiválódott, amikor meghalt. A 2018-as Ez (This) című X-akták epizódban a virtuális valóságba feltöltött elme kapcsolatba lép Mulderrel és Scullyval, és könyörög nekik, hogy pusztítsák el a szervert. Amikor megtették, kiderült, hogy Langly még mindig létezik valahol a szerverről készített biztonsági mentés miatt.

## Kapcsolódó egyéb fontosabb szereplők
Fox Mulder (David Duchovny) – az FBI különleges ügynöke, aki az FBI X-akták részlegén dolgozik. Mulder 1989-ben találkozott először a trióval, és azóta szövetségesek és barátok. Több alkalommal fordult a Magányos Harcosokhoz, amikor információra volt szüksége a paranormális jelenségekkel kapcsolatban, vagy amikor erősen őrzött kormányzati intézményekből volt szüksége adatokra. Miután távozott az FBI-tól,  partnere, Dana Scully, régi főnökük, Walter Skinner és új munkatársaik, John Doggett és Monica Reyes is igénybe vették a Magányos Harcosok segítségét. Mikor Muldert halottnak hitték, a Magányos Harcosok megjelentek a temetésén, és amikor kiderült, hogy életben van, mindhárman elérzékenyülve üdvözölték újra. Mulder viszont nem tudott részt venni a Magányos Harcosok temetésén, ugyanis akkoriban még bujkált.
Dana Scully (Gillian Anderson) – az FBI különleges ügynöke aki Mulder mellett az FBI X-akták részlegén dolgozik. Eredetileg orvos, de széleskörű természettudományos ismeretei révén alkalmasnak látszott arra, hogy Mulder fantasztikus elképzeléseit a realitás felé terelgesse. Ezért helyezték Mulder mellé. Azonban pályafutása során számtalan olyan esettel találkozott, amik megingatták azt a hitét, hogy a természettudományok minden különleges esetre is magyarázatul szolgálhatnak. Mindeközben Mulderral is szorosabb lett a viszonya. Scully a Susanne című epizódban hosszasan együtt szerepelt a Magányos Harcosokkal, a róluk szóló sorozatban azonban egyszer sem tűnt fel. Scully a temetés után vallja be Monica Reyesnek, hogy milyen sokat jelentettek neki a Magányos Harcosok.
Kenneth Soona avagy A Gondolkodó (Bernie Coulson) – egy hacker, aki az X-akták 2. évadában megszerezte a Majestic 12, vagyis a Szindikátus titkos fájljait, és egy digitális szalagra mentette. A Gondolkodó az Egy lélegzet (One Breath) című részben jelent meg először. A Cigarettázó Férfi  emberei gyilkolták meg, akik végül visszaszerezték a szalagot is. A 3. évad Az áldást hozó ének (The Blessing Way) című epizódjában említik, hogy meggyilkolták, de ebben az epizódban már nem szerepelt.
Jimmy Bond (Stephen Snedden) A Magányos Harcosok sorozat második epizódjában csatlakozott a trióhoz. Névrokonával szöges ellentétben a már-már gyermeki naivitás és határtalan optimizmus jellemzi, és amellett, hogy szinte technikai analfabétának is mondható, ennek ellenére a legváratlanabb pillanatokban megdöbbentő éleslátásról tesz tanúbizonyságot. Mindemellett a látszat ellenére bivalyerős is, aminek szintén nincs teljesen tudatában. Mindezekkel a tulajdonságaival főleg Frohike és Langly idegeire megy, ám határtalan lelkesedése és lojalitása miatt mégsincs szívük elzavarni. Különösen mivel csetlés-botlásai közben gyakran éppen ő vezeti nyomra társait.
Yves Adele Harlow (Zuleikha Robinson) – egy végzet asszonya stílusú kalandornő, tolvaj, aki néha a trióval együtt dolgozik, néha a riválisuk. Álneveit az Yves Adele Harlowhoz hasonlóan a Lee Harvey Oswald anagrammái közül választja. Neve és egyes vonásai Jean Harlowra emlékeztetnek. Később derült ki az X-akták Cápaveszély (Jump the Shark) című epizódjában, hogy valódi, eredeti neve Lois Runce. Bár a nézőkben végig ott motoszkál a kétség, hogy valóban saját zsebre dolgozó ügyes kalandornő, vagy esetleg egy, még a közmondásosaknál is titkosabb kormányszerv titkosügynöke. Ugyanis mindig olyan ügyekben kerül elő, aminek van valamilyen legalábbis homályos nemzetbiztonsági szála. És az előzetes feltételezések ellenére az ellenség más-más véletlen folytán de sosem jut hozzá ahhoz, amihez szeretett volna. Ahhoz pedig, hogy folyamatos lépéselőnye ellenére végül mégis minden esetben kudarcot valljon, túl intelligensnek látszik.
Kimmy the Geek (Jim Fyfe) – egy professzionális hacker zseni akit a trió a legnehezebb feladatok megoldásához hív segítségül. Kiderült róla, hogy emellett fanatikus Star Trek rajongó is. Ikertestvérét, Jimmyt a kormány emberei ölték meg a Suzanne (Three of a Kind) című X-akták epizódban.
Susanne Modeski (Signy Coleman) az X-akták Szokatlan gyanúsítottak (Unusual Suspects) és a Suzanne (Three of a Kind) című epizódjaiban jelenik meg. 1989-ben New Mexico-i White Stone támaszponton működő Korszerű Fegyverzet Kutató Központban (Advanced Weapon Research Center) dolgozott vegyészként. Egy hallucinációkat sőt pszichózist okozó vegyi fegyver kifejlesztésében vett részt. Miután a szer veszélyei miatt szembe került a munkáltatóival, menekülnie kellett. Byers (mint a Szövetségi Hírközlési Bizottságának (FCC) alkalmazottja), Frohike és Langley (akkoriban még mindketten szabadúszó hackerek, akik épp kábeltévé műsorokhoz való illegális hozzáférést biztosító hardverek eladásából éltek) segítettek kideríteni az igazságot. Bár nem sikerült a történetét nyilvánosságra hozni, és végül titokzatos ügynökök elrabolták, akaratlanul is ő ismertette össze a triót és őket Mulderrel. Egy évtizeddel később Byers, akit gyengéd érzelmek fűztek a nőhöz, ismét találkozott vele Las Vegasban, ahol a többiek segítségével új személyazonossághoz juttatták.
Morris Fletcher (Michael McKean) eredetileg az 51-es körzetben dolgozó kormány ügynök („Fekete Öltönyös”), akit azonban felelőtlen viselkedése és ennek nyomán fellépő biztonsági kockázatok miatt elbocsájtottak a munkahelyéről. Ezután különböző kétes ügyletekből próbál pénzt szerezni és megélni. Különféle gyanús alakok megbízásait fogadja el. Így kerül kapcsolatba többször az FBI-ügynökökkel és a Magányos Harcosokkal is.

## Megjelenésük az X-akták sorozatban
A Magányos Harcosok az 1993-ban induló X-akták sorozatban általában rövid jelenetekben szerepelnek csupán. Egyes epizódokban (Szokatlan gyanúsítottak, Suzanne, Cápaveszély, Valóságos virtualitás) viszont a film teljes terjedelmében szerepelnek és már-már főszereplővé lépnek elő.
A Magányos Harcosok az X-akták alábbi részeiben jelennek meg:
| - 1x17 A földönkívüli (E.B.E.) - 2x3 Vér (Blood) - 2x8 Egy lélegzet (One Breath) - 2x18 Rettentő szimmetria (Fearful Symmetry) - 2x25 Anasazi (Anasazi) - 3x1 Az áldást hozó ének (The Blessing Way) - 3x2 Gemkapocs-akció (Paper Clip) - 3x9 A vonat (Nisei) - 3x16 Az Apokrif könyvek (Apocrypha) - 3x23 Agymosógép (Wetwired) - 4x7 Egy erős dohányos emlékei (Musings of a Cigarette Smoking Man) - 4x14 Készülj a halálra (Memento Mori) - 5x1 Visszatérés (Redux) - 5x2 Visszatérés 2 (Redux II) - 5x3 Szokatlan gyanúsítottak (Unusual Suspects) - 5x7 Emily (Emily) - 5x11 A pusztító (Kill Switch) - 5x20 Vége (The End) - X-akták – Szállj harcba a jövő ellen (The X-Files: Fight the Future, 1998) (mozifilm) - The X-Files Game (~X-akták Játék) (video játék) | - 6x3 Háromszög (Triangle) - 6x5 Álomvilág 2 (Dreamland II) - 6x12 Egy fiú (One Son) - 6x20 Suzanne (Three of a Kind) - 6x21 Terepbejárás (Field Trip) - 7x13 Valóságos virtualitás (First Person Shooter) - 7x15 Egy barát (En Ami) - 7x22 Rekviem (Requiem) - 8x1 Ellopott lelkek (Within) - 8x7 Via Negativa (Via Negativa) - 8x11 A lélekevő (The Gift) - 8x15 Élőhalottak (Deadalive) - 8x16 Három szó (Three Words) - 8x21 Létezés (Existence) - 9x1 Ma nem történt semmi említésre méltó (Nothing Important Happened Today) - 9x2 Ma nem történt semmi említésre méltó 2 (Nothing Important Happened Today II) - 9x9 Származás (Provenance) - 9x10 Gondviselés (Providence) - 9x15 Cápaveszély (Jump the Shark) - 9x20 Az igazság 2 (The Truth II) - 10x5 A merénylet (Babylon) - 11x2 Ez (This) |

## A Magányos Harcosok sorozat epizódjai
A sorozatot először 2001-ben az X-akták nyolcadik évadának második felével párhuzamosan mutatták be.
1. Pilot (~Pilot epizód, de a rajongók emlegetik 9/11 epizódként is)
2. Bond, Jimmy Bond (~Bond, Jimmy Bond)
3. Eine Kleine Frohike (~A Kisfrohike)
4. Like Water for Octane (~A tiszta víz ereje)
5. Three Men and a Smoking Diaper (~Három férfi és az a bizonyos füstölő – pelus)
6. Madam, I'm Adam (~Madam! Én vagyok Adam!)
7. Planet of the Frohikes (~A Frohike-k bolygója)
8. Maximum Byers (~Byers a maximalista)
9. Diagnosis: Jimmy (~A baj neve: Jimmy)
10. Tango de los Pistoleros (~Tangó pisztolyokra)
11. The Lying Game (~A hazudós-játék)
12. All About Yves (~Mindent Yvesről)
13. The 'Cap'n Toby' Show (~A Toby kapitány műsor)

## Az X-akták képregénysorozatban
A csoport szerepel továbbá az IDW kiadó 2013-tól megjelenő The X-Files Season 10 és Season 11 (~X-akták: 10. évad) című képregénysorozatban is. (A korábban kiadottakban nem.)
10. évad
- Believers, Part 2 (~Hívők, 2. rész)
- Believers, Part 4 (~Hívők, 4. rész)
- The X-Files: Conspiracy Miniseries (~X-akták: Összeesküvés minisorozat)
- Pilgrims, Part 1 (~Zarándokok, 1. rész)
- Art Gallery: Season 10 Special (~Művészeti galéria: 10. évad különszám)
- Pilgrims, Part 2 (~Zarándokok, 2. rész)
- Pilgrims, Part 3 (~Zarándokok, 3. rész)
- G-23, Part 1 (~G-23, 1. rész)
- The X-Files: 2014 X-Mas Special (~X-akták: 2014 Karácsonyi különszám)
- G-23, Part 2 (~G-23, 2. rész)
- Elders, Part 5 (~Ősök, 5. rész)

11. évad
- Cantus (~Ének)
- 2015 X-Mas Special (~2015  Karácsonyi különszám)

## Érdekességek
- Az X-akták első évadának 17., A földönkívüli (E.B.E.) című epizódjában, amelyben Byersék  először tűntek fel, Langly a Frohiket alakító színész, Tom Braidwood nevét adta meg a Mulder számára hamisított belépőkártyán.
- Az X-akták előszeretettel merít híres hollywoodi produkciókból ötleteket általában némi gúnyos felhanggal, az 1997-es Összeesküvés-elmélet (Conspiracy Theory) főhőse, Jerry Fletcher (Mel Gibson) akár a Magányos Harcosok tiszteletbeli tagja is lehetne.

## Fordítás
- Ez a szócikk részben vagy egészben  a   The Lone Gunmen című angol Wikipédia-szócikk ezen változatának fordításán alapul.  Az eredeti cikk szerkesztőit annak laptörténete sorolja fel. Ez a jelzés csupán a megfogalmazás eredetét és a szerzői jogokat jelzi, nem szolgál a cikkben szereplő információk forrásmegjelöléseként.